# Wolfgang Jurkat
Wolfgang Bernhard Jurkat (* 26. März 1929 in Gerdauen; † 7. Januar 2017 in Ulm) war ein deutscher Mathematiker und ehemaliger Hochschullehrer. Der Schwerpunkt seiner Arbeit lag in der Analysis und der Zahlentheorie.

## Werdegang
Jurkat studierte an der Eberhard Karls Universität Tübingen, wo er 1950 unter Anleitung von George G. Lorentz und Konrad Knopp promovierte (Dissertation: Zur Konvergenztheorie der Fourier-Reihen, 1949) und sich 1952 habilitierte (Über Rieszsche Mittel und verwandte Klassen von Matrixtransformationen). Bis 1953 arbeitete er als Assistent und Dozent an der Universität, ehe er zum Forschen für zwei Jahre an die University of Cincinnati wechselte. In den folgenden Jahren pendelte er zwischen Deutschland und den Vereinigten Staaten. 1956 wurde er Associate Professor an der Ohio State University und 1957 Associate Professor und 1958 Professor an der Syracuse University. Als Gastprofessor kehrte er in den folgenden Jahren mehrfach nach Deutschland zurück und lehrte an den Universitäten in Marburg und in Gießen (1959/60), Göttingen (1960), Aachen (1961 und als Forschungsprofessor 1962 bis 1964 in Aachen und Jülich), Köln 1965 bis 1967, in Berlin (1960/61), Bonn (1965 bis 1969) und Ulm (1970 bis 1975). 1973 war er Gastprofessor an der University of Illinois at Urbana-Champaign.
Nachdem Jurkat 1976 an der Syracuse University auf den John-Raymond-French-Lehrstuhl gewechselt war, berief ihn 1977 zusätzlich die Universität Ulm zum Professor. Dort initiierte er mit der Wirtschaftsmathematik einen neuen Studiengang in Deutschland. In den folgenden Jahren nahm er die beiden Professuren parallel wahr, unterbrochen von Gastprofessuren an der University of Southern California (1986) und der Universität Straßburg (1987). Im Jahr 1990 beendete er seine Lehrtätigkeit.
Er veröffentlichte viel mit dem mit ihm befreundeten Alexander Peyerimhoff.
Jurkat arbeitete auf den Gebieten Analysis und analytische Zahlentheorie, speziell harmonische Analysis, Summierbarkeit, meromorphe Differentialgleichungen, Integrations- und Approximationstheorie, Sieb-Methoden. Er schrieb Bücher über euklidische Geometrie und meromorphe Differentialgleichungen. Als Professor betreute er die akademische Entwicklung etlicher bekannter Wissenschaftler. Darunter finden sich Namen wie Donald A. Lutz, Harold Benzinger, Hans-Joachim Zwiesler, Dirk Jens Nonnenmacher oder Reiner Knizia.

## Schriften (Auswahl)
- mit Hans-Egon Richert: An improvement of Selberg’s sieve method I (PDF-Datei, 4,1 MB), Acta Arithmetica 11, 1965, S. 217–240 (englisch)
- Meromorphe Differentialgleichungen, Lecture Notes in Mathematics Bd. 637, Springer Verlag, 1978